# Communauté d’agglomération du Niortais
Die Communauté d’agglomération du Niortais ist ein französischer Gemeindeverband mit der Rechtsform einer Communauté d’agglomération im Département Deux-Sèvres in der Region Nouvelle-Aquitaine. Sie wurde am 1. Januar 2014 gegründet und umfasst aktuell 40 Gemeinden. Der Verwaltungssitz befindet sich in der Stadt Niort.

## Historische Entwicklung
Der Gemeindeverband entstand 2014 durch Fusion der Vorgängerorganisationen
- Communauté d’agglomération de Niort
- Communauté de communes de Courance und
- Communauté de communes Germond-Rouvre.

Am 1. Januar 2018 wurden die Gemeinden Belleville, Boisserolles, Prissé-la-Charrière und Saint-Étienne-la-Cigogne zur Commune nouvelle Plaine-d’Argenson zusammengeschlossen.
Am 1. Januar 2019 wurden die Gemeinden Usseau, Priaires und Thorigny-sur-le-Mignon zur Commune nouvelle Val-du-Mignon zusammengeschlossen.

## Mitgliedsgemeinden
| Gemeinde                           | Einwohner 1. Januar 2022 | Fläche km² | Dichte Einw./km² | Code INSEE | Postleitzahl |
| ---------------------------------- | ------------------------ | ---------- | ---------------- | ---------- | ------------ |
| Aiffres                            | 5.423                    | 25,72      | 211              | 79003      | 79230        |
| Amuré                              | 429                      | 14,86      | 29               | 79009      | 79210        |
| Arçais                             | 604                      | 15,12      | 40               | 79010      | 79210        |
| Beauvoir-sur-Niort                 | 1.772                    | 23,48      | 75               | 79031      | 79360        |
| Bessines                           | 1.882                    | 11,41      | 165              | 79034      | 79000        |
| Brûlain                            | 748                      | 24,67      | 30               | 79058      | 79230        |
| Chauray                            | 7.173                    | 14,50      | 495              | 79081      | 79180        |
| Coulon                             | 2.275                    | 29,79      | 76               | 79100      | 79510        |
| Échiré                             | 3.536                    | 30,96      | 114              | 79109      | 79410        |
| Épannes                            | 851                      | 8,01       | 106              | 79112      | 79270        |
| Fors                               | 1.812                    | 18,82      | 96               | 79125      | 79230        |
| Frontenay-Rohan-Rohan              | 2.968                    | 33,79      | 88               | 79130      | 79270        |
| Germond-Rouvre                     | 1.180                    | 17,88      | 66               | 79133      | 79220        |
| Granzay-Gript                      | 912                      | 21,55      | 42               | 79137      | 79360        |
| Juscorps                           | 380                      | 6,48       | 59               | 79144      | 79230        |
| La Foye-Monjault                   | 839                      | 19,06      | 44               | 79127      | 79360        |
| La Rochénard                       | 526                      | 8,55       | 62               | 79229      | 79270        |
| Le Bourdet                         | 570                      | 8,30       | 69               | 79046      | 79210        |
| Le Vanneau-Irleau                  | 861                      | 14,17      | 61               | 79337      | 79270        |
| Magné                              | 2.708                    | 14,80      | 183              | 79162      | 79460        |
| Marigny                            | 901                      | 31,72      | 28               | 79166      | 79360        |
| Mauzé-sur-le-Mignon                | 2.917                    | 23,62      | 123              | 79170      | 79210        |
| Niort                              | 60.074                   | 68,20      | 881              | 79191      | 79000        |
| Plaine-d’Argenson                  | 993                      | 44,93      | 22               | 79078      | 79360        |
| Prahecq                            | 2.249                    | 24,95      | 90               | 79216      | 79230        |
| Prin-Deyrançon                     | 597                      | 16,12      | 37               | 79220      | 79210        |
| Saint-Gelais                       | 2.217                    | 16,40      | 135              | 79249      | 79410        |
| Saint-Georges-de-Rex               | 433                      | 17,63      | 25               | 79254      | 79210        |
| Saint-Hilaire-la-Palud             | 1.510                    | 34,12      | 44               | 79257      | 79210        |
| Saint-Martin-de-Bernegoue          | 814                      | 17,75      | 46               | 79273      | 79230        |
| Saint-Maxire                       | 1.316                    | 14,41      | 91               | 79281      | 79410        |
| Saint-Rémy                         | 1.090                    | 13,64      | 80               | 79293      | 79410        |
| Saint-Romans-des-Champs            | 167                      | 4,10       | 41               | 79294      | 79230        |
| Saint-Symphorien                   | 1.986                    | 19,01      | 104              | 79298      | 79270        |
| Sansais                            | 765                      | 14,94      | 51               | 79304      | 79270        |
| Sciecq                             | 663                      | 4,33       | 153              | 79308      | 79000        |
| Val-du-Mignon                      | 1.087                    | 28,34      | 38               | 79334      | 79210, 79360 |
| Vallans                            | 823                      | 9,03       | 91               | 79335      | 79270        |
| Villiers-en-Plaine                 | 1.800                    | 27,89      | 65               | 79351      | 79160        |
| Vouillé                            | 3.538                    | 22,30      | 159              | 79355      | 79230        |
| Communauté de communes du Niortais | 123.389                  | 815,35     | 151              | –          | –            |